# مقبرة الطائرات

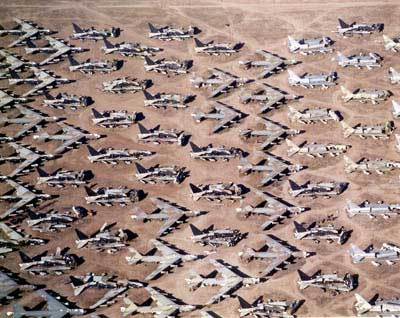
طائرات بوينغ من طراز B-52s مخزنة في مقبرة طائرات أريزونا

مقبرة الطائرات هي منطقة لتخزين الطائرات التي تم الاستغناء عنها أو احالتها للتقاعد. معظم الطائرات المتواجدة بمقبرة الطائرات هي مخزنة لحين استخدام أجزاء منها أو تمت بالفعل ازالة بعض أجزائها بغرض إعادة الاستخدام أو البيع. وتظل الطائرات مخزنة حتى يتم تكهينها. تعتبر الصحاري، كتلك الموجودة جنوب غربي الولايات المتحدة الأمريكية، أماكن مناسبة لمقابر الطائرات، حيث يقلل المناخ الجاف من الصدأ وتآكل هياكل الطائرات، كما أن الأرض الصلبة بشكل كافي ولا تحتاج الي رصف. من الجدير بالذكر أيضاً أن أكبر مقبرة طائرات في العالم هي مجموعة الطيران رقم 309 للصيانة والتجديد، وتعرف بين العامة ب«المقبرة».

## مقابر طائرات معروفة
| المطار                                | المدينة                           | ملاحظ |
| ------------------------------------- | --------------------------------- | --- |
| Abilene Regional Airport              | أبيلين                            | تحتوي علي العديد من طائرات ساب 340 المتقاعدة، معظمها تابع لخطوطإنفوي للطيران                                                                              |
| Alice Springs Airport                 | Alice Springs, Northern Territory | تعتبر هي أول مقبرة طائرات بحجم كبير خارج الولايات المتحدة.                                                                                                |
| Davis-Monthan AFB                     | توسون                             | Home of the 309th Aerospace Maintenance and Regeneration Group, the 2,600-acre site contains nearly 4,400 aircraft.                                       |
| Kingman Airport                       | كينغمان                           | Leases space to major carriers such as Delta، American and United and operates as an "active storage facility" offering both storage and repair services. |
| Laurinburg-Maxton Airport             | ماكستون (كارولاينا الشمالية)      | Contains various former Northwest Airlines aircraft being stripped for parts by Charlotte Aircraft Corporation                                            |
| Mojave Air and Space Port             | الولايات المتحدة                  | Home to more than 1,000 commercial airliners. |
| Manas International Airport           | بيشكك                             | Soviet era aircraft began to appear after 1991. |
| Phoenix Goodyear Airport              | غوديير                            | |
| Pinal Airpark                         | مارانا (أريزونا)                  | Home of Jet Yard, LLC and Aircraft Demolition, LLC |
| RAF Shawbury                          | المملكة المتحدة                   | منذ نهاية الحرب العالمية الثانية وحتى عام 1972 |
| Roswell International Air Center      | روزويل (نيومكسيكو)                | تحتوي على بقايا العديد من طائرات الركاب والبضائع الكبيرة.                                                                                                 |
| مطار ساسكاتون جون جي. ديفنباكر الدولي | ساسكاتون                          | تحتوي على 23 طائرة قديمة من طراز فوكر إف 28 فلوشيب تابعة للخطوط الكندية الاقليمية وخطوط جاز الكندية.                                                      |
| مطار جنوب كاليفورنيا للبضائع          | فيكتورفيلي (كاليفورنيا)           | |